# Costume traditionnel palestinien

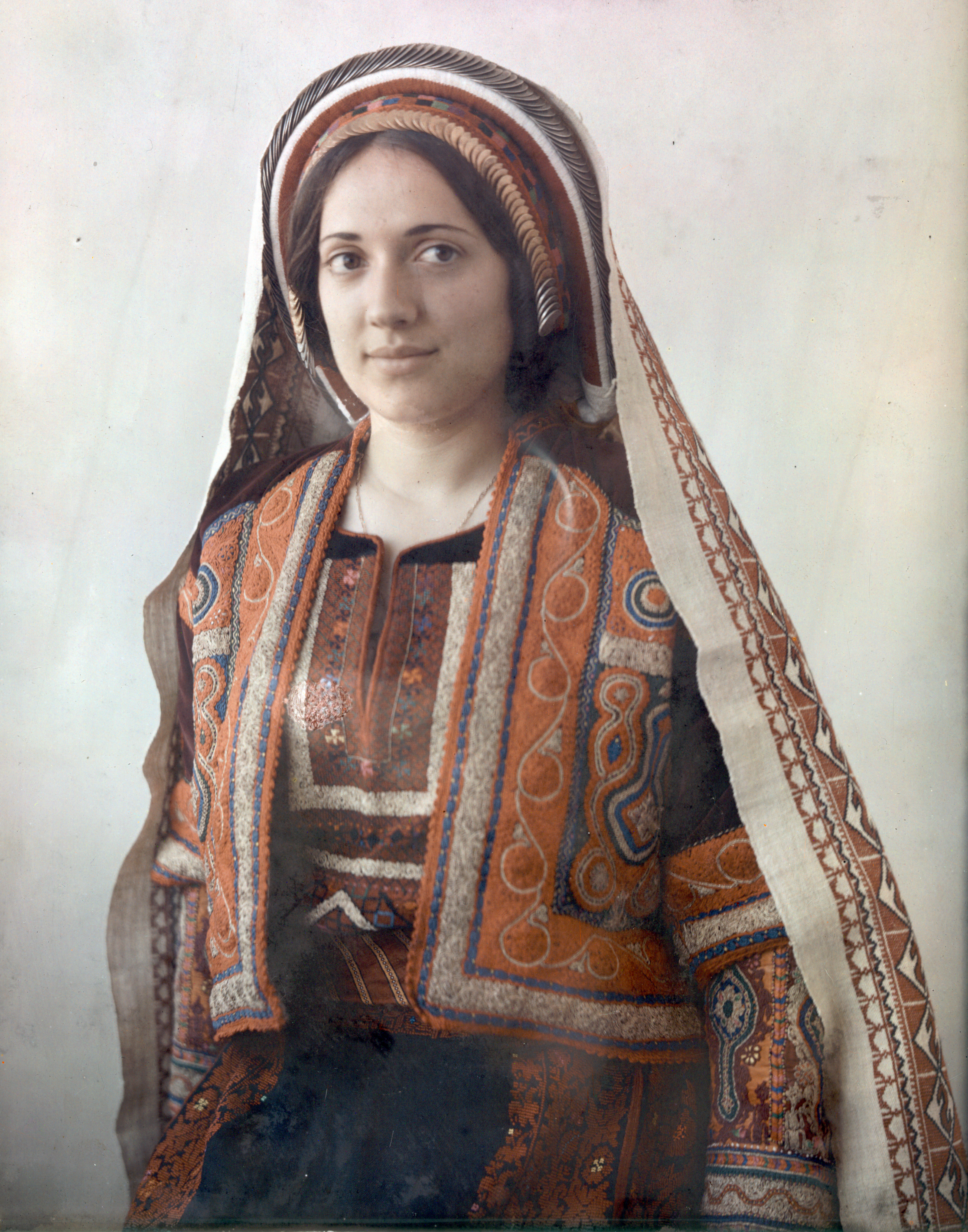
Femme de Ramallah, vers 1929-1946.

Cet article traite des costumes traditionnels palestiniens. À la fin du XIXe et au début du  XXe siècle, des voyageurs étrangers en Palestine commentent souvent la variété des costumes portés, particulièrement par les fellahs ou les femmes du village. De nombreux vêtements fabriqués à la main étaient brodés. La création et l'entretien de ces articles jouèrent un rôle important dans la vie des femmes de la région.
Des experts en la matière placent les origines de ces vêtements dans les temps antiques. Cependant, il n'existe pas d'artefact vestimentaire nous étant parvenu, qui confirme une similarité entre vêtements anciens modernes. Les influences des divers empires qui ont gouverné la Palestine, tels que l'Égypte ancienne, la Rome antique et l'empire byzantin, sont décrites à partir des indications littéraires et représentations artistiques des costumes.
Jusqu'aux années 1940, le costume d'une femme palestinienne reflète son statut marital et sa ville ou son quartier d'origine. La coupe, les couleurs et les motifs renseignent à ce sujet.
En 2021, la broderie palestinienne intègre la liste représentative du patrimoine culturel immatériel de l'humanité . 

## Origines

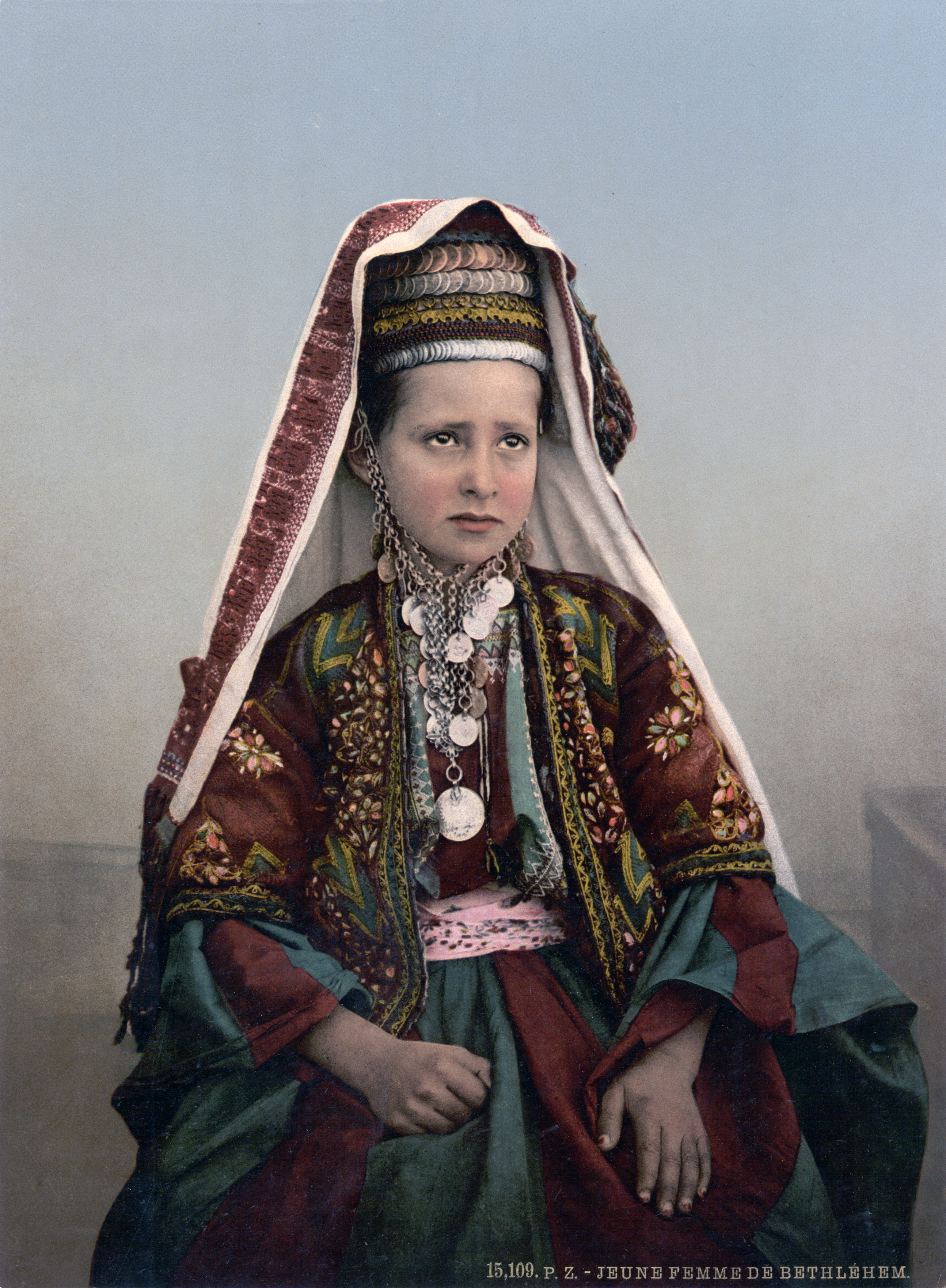
Fille palestinienne de Bethléem en costume, entre 1890 et 1900.

Geoff Emberling, directeur de l'Institut oriental de Chicago, fait remarquer que les costumes palestiniens du début du XIXe siècle à la Première Guerre mondiale montrent « des traces de styles vestimentaires similaires représentés dans l'art il y a plus de 3 000 ans.
Hanan Munayyer, collectionneuse de vêtements palestiniens, voit des exemples de vêtements proto-palestiniens dans des artefacts de la période cananéenne (1500 avant notre ère), tels que des peintures égyptiennes représentant des Cananéens. D'après elle, de 1200 av. J.-C. à 1940 apr. J.-C., toutes les robes palestiniennes présentaient la même coupe,  d'une forme connue des archéologues sous le nom de « tunique syrienne ». Ce type de vêtement apparaît dans des artefacts tels qu'une gravure en ivoire de Megiddo datant de 1200 av.
Dans l'ouvrage Palestine : Ancient and Modern (1949), du Royal Ontario Museum d'archéologie, Winifred Needler écrit : « Aucun vêtement actuel issu de Palestine antique n'a survécu et il manque des descriptions détaillées dans la littérature antique. Par leur longueur, leur richesse et l'utilisation de motifs, ces vêtements présentent une ressemblance générale avec  les costumes d'Asie de l'Ouest, vus sur les monuments d' Égypte antique et d'Assyrie. La tenue vestimentaire des filles de Sion mentionnée dans Isaïe 3:22-24, avec ses "costumes changeants", ses "manteaux", ses "guimpes", ses "capuchons", ses "voiles" et ses "gaines", suggère que la mode féminine des villes à l'époque d'Isaïe pouvait ressembler à la tenue rurale palestinienne moderne. »
Needler juge aussi comparables avec l'époque contemporaine des artefacts vestimentaires bien conservés de la fin de l'époque romano-égyptienne : il s'agit de « vêtements en lin lâche avec des bandes tissées à motifs de laine, des chaussures et des sandales et des bonnets en lin ».
Au VIIIe siècle, la fabrication d'aiguilles fines à Damas rend possible la transition des conceptions tissées aux conceptions brodées. Des sections de robe brodées, comme la pièce de poitrine carrée (qabbeh) et le panneau arrière décoré (shinyar) répandus dans les robes palestiniennes, se retrouvent également dans les costumes de l' Andalousie du XIIIe siècle. Les femmes de chaque village de Palestine portent des motifs qui constituent des signes de reconnaissance. Parmi les motifs les plus répandus, on compte l'étoile à huit branches, la lune, les oiseaux, les feuilles de palmier, les escaliers et les diamants ou les triangles utilisés comme amulettes pour éloigner le mauvais œil.

## Variations sociales et de genre
La société palestinienne est traditionnellement divisée en trois groupes : les villageois, les citadins et les Bédouins. Les costumes palestiniens reflétaient ces différences, ainsi que les différences de genre.
Les villageois, appelés en arabe fellaheen, vivaient plutôt isolés. Les vêtements les plus anciens et traditionnels étaient portés par les femmes. La spécificité des dessins des villages locaux était telle que « le village d'une femme palestinienne pouvait être déduit de la broderie sur sa robe ».
Les citadins (arabe : beladin) portaient des costumes qui reflétaient les influences extérieures : les modes citadines sont plus éphémères que les modes villageoises. Au début du XXe siècle, les personnes aisées des villes adoptent, de manière générale, un costume occidental. Dans son autobiographie, Ghada Karmi écrit que dans les années 1940, dans le riche quartier arabe de Katamon, à Jérusalem, seules les servantes, femmes du village local, portaient des robes palestiniennes traditionnelles.
En raison de leur style de vie nomade, le costume bédouin reflétait davantage les affiliations tribales qu'un lieu particulier.
Comme beaucoup de pays du Moyen-Orient, le style des vêtements des hommes est plus uniforme que celui des vêtements des femmes.

## Fabrication
Les tissus de laine à usage quotidien étaient produits par des tisserands, à Majdal, Bethléem, Ramallah et Jérusalem. La laine provient de moutons, de chèvres ou de chameaux,. Le tissage chez les Bédouins est, encore au XXIe siècle traditionnellement effectué par les femmes pour réaliser des articles domestiques, comme des tentes, des tapis et des taies d'oreiller. Le fil est filé à partir de laine de mouton, coloré avec des colorants naturels et tissé dans un tissu résistant à l'aide d'un métier à tisser.
Le lin tissé sur des métiers à tisser à main et le coton étaient des tissus de base pour les vêtements brodés. Pourtant, le coton commence à se diffuser à la fin du XIXe siècle, quand il commence à être importé d'Europe. Les tissus peuvent être laissés non colorés ou teints de différentes couleurs, notamment l' indigo. Le noir, le rouge et le vert sont aussi présents. En 1870, le quartier Murestan de Jérusalem comporte dix ateliers de teinture, employant une centaine d'hommes,.
Selon Shelagh Weir, la couleur produite par l'indigo (nileh) devait éloigner le mauvais œil et était souvent utilisée pour les manteaux en Galilée et les robes dans le sud de la Palestine. Le coton épais teint à l'indigo était aussi utilisé pour fabriquer des sirwals ou des shirwals, des pantalons en coton portés par les hommes et les femmes. Amples à partir de la taille, ils sont ajustés autour des mollets et des chevilles. Le bleu produit est d'autant plus foncé que la région est riche ; le tissu pouvait être plongé dans la cuve et laissé reposer jusqu'à neuf fois. Les robes comportant les broderies les plus lourdes et les plus complexes, souvent décrites comme « noires », étaient faites de coton épais ou de lin d'un bleu très foncé. Aux XIXe et XXe siècles, dans l'art et la littérature, les voyageurs en Palestine représentent des scènes pastorales où des paysannes travaillent, vêtues de bleu.
Les robes étaient coupées de manière volumineuse, faisant souvent deux fois la longueur du corps humain, l'excédent étant enroulé dans une ceinture, pour des raisons sociales (prestige) et climatiques. C'est plus fréquent dans le Sud, où pour les tenues plus festives; les soies étaient importées de Syrie ou parfois d'Égypte. Par exemple, une mode de la région de Bethléem était d'intercaler des rayures de lin bleu indigo avec celles de soie.
Les modes citadines suivent celles de Damas, en Syrie. Certains producteurs à Alep, Hama et Damas produisent des styles destinés au marché palestinien . Les tisserands de Homs fabriquent des ceintures et quelques châles exclusivement destinés à l'exportation vers Naplouse et Jérusalem.

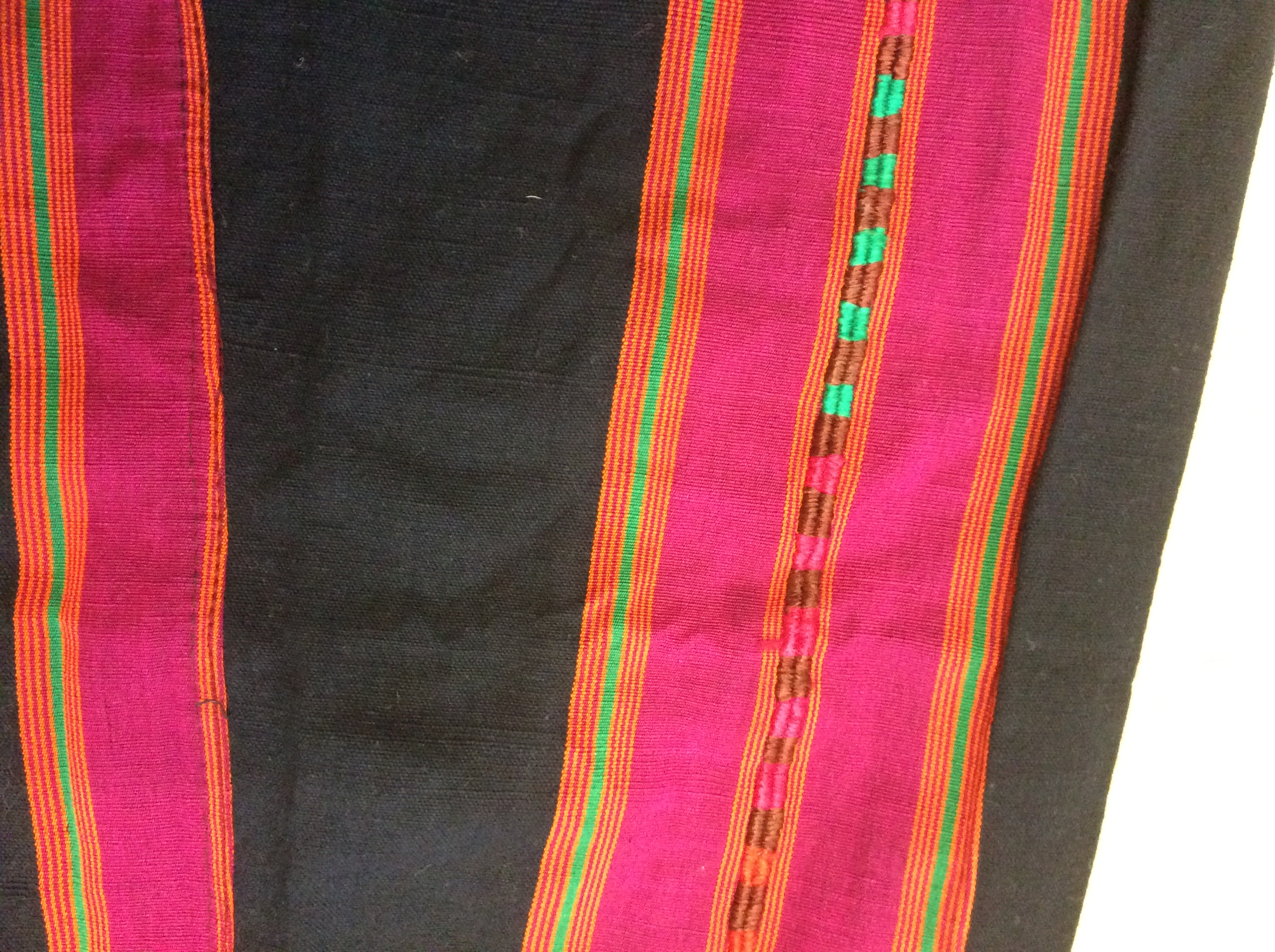
Tissage Majdali. Années 1950, Gaza.

La production de tissus pour les costumes traditionnels palestiniens et pour l'exportation dans le monde arabe était une industrie clé du village détruit de Majdal (aujourd'hui ville israélienne d'Ashkelon). Le tissu Majdalawi est produit par un tisserand, sur un métier à tisser à pédale, avec des fils de coton noir et indigo ainsi que des fils de soie fuchsia et turquoise. Bien que ce village n'existe plus, l'artisanat du tissage Majdalawi continue, dans le cadre d'un projet de préservation culturelle dirigé par l'organisation Atfaluna Crafts et le Village des arts et métiers de la ville de Gaza.

## Broderie palestinienne

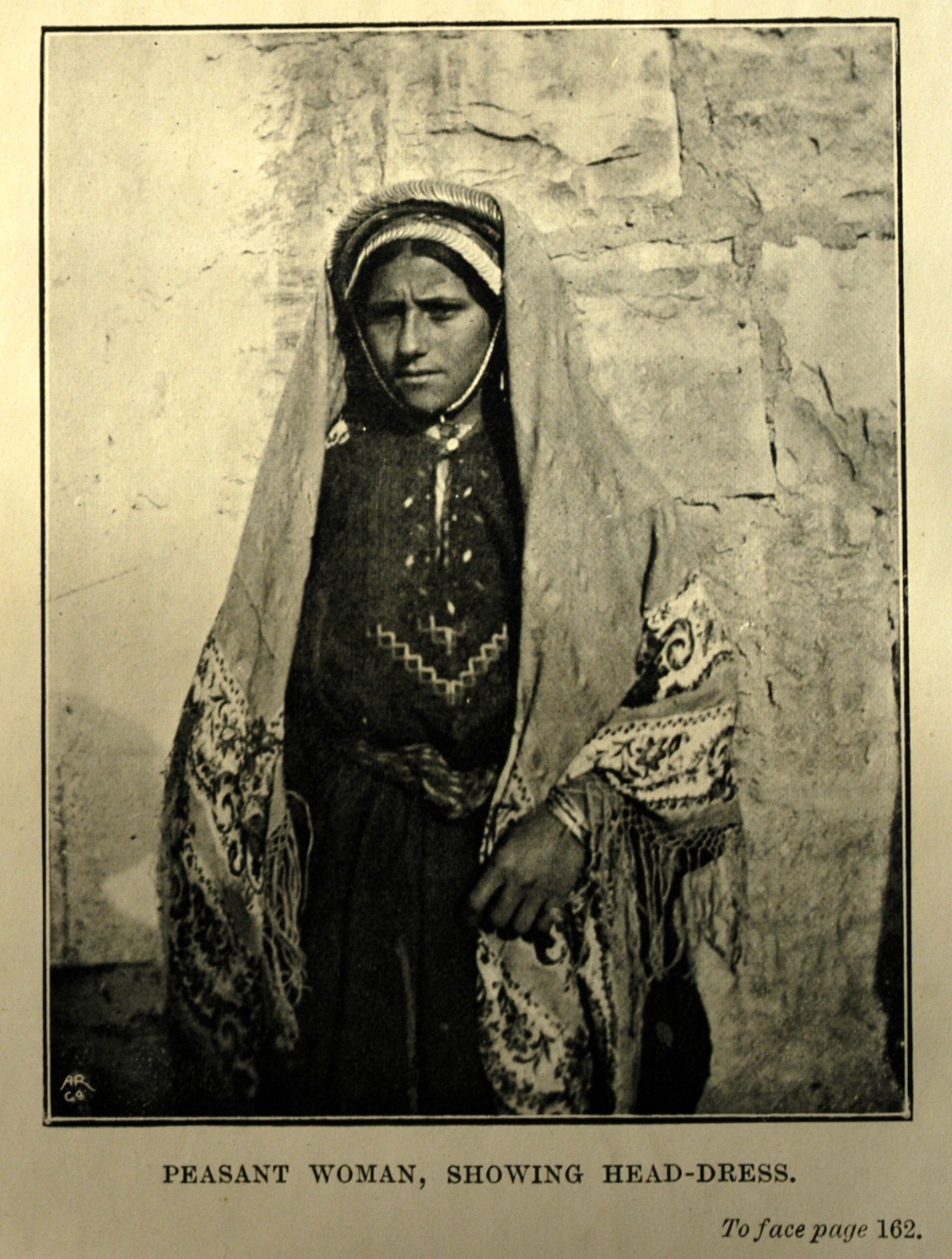
Villageoise, vers 1900.

Divers motifs sont privilégiés dans la broderie et les costumes palestiniens, du fait des influences commerciales. Avant l'apparition des fils teints synthétiquement, les couleurs utilisées dépendent de la disponibilité des colorants naturels : les « rouges » des insectes et de la grenade, les « bleus foncés » de la plante indigo : les « jaunes » des fleurs de safran, de la terre et feuilles de vigne, "brun" de l'écorce de chêne et "violet" des coquilles de murex broyées. Shahin écrit que l'utilisation du rouge, du violet, du bleu indigo et du safran est un héritage ancien de la côte cananéenne et philistine, et que le vert islamique et le noir byzantin représentent des ajouts plus récents à la palette traditionnelle. Shelagh Weir, auteur de Costume palestinien (1989) et Broderie palestinienne (1970), écrit que les motifs de point de croix peuvent avoir été dérivés de tapis orientaux, et que les motifs de couche peuvent avoir des origines dans les vêtements des prêtres chrétiens ou le travail de fil d'or de Byzance. Des versions simples et stylisées du motif du cyprès (saru) se rencontrent dans toute la Palestine.
Il existe des traditions de broderie dans la Haute et la Basse Galilée, dans les collines de Judée et dans la plaine côtière. Les recherches de Weir sur les modèles de distribution de la broderie en Palestine indiquent qu'elle est moins présente dans la région allant de la côte au Jourdain qui s'étendait au sud du mont Carmel et de la mer de Galilée et au nord de Jaffa et de Naplouse au Nord. Les éléments décoratifs sur les vêtements des femmes dans cette région se composaient principalement de tressage et d'appliqués. « La broderie signifie un manque de travail », proverbe arabe rapporté par Gustaf Dalman dans cette région en 1937 peut expliquer cette variation régionale.
La tradition de la broderie, réalisée par les femmes, qui varie selon le village, est à son apogée en Palestine sous domination ottomane. Les femmes cousent alors des articles pour représenter leur héritage, leurs ancêtres et leurs affiliations. Les motifs sont dérivés de formes géométriques de base telles que les carrés et les rosettes. Les triangles, utilisés comme amulettes, sont souvent incorporés pour conjurer le « mauvais œil », superstition courante au Moyen-Orient. Pour protéger la zone vulnérable de la poitrine du mauvais œil, de la malchance et de la maladie, des broderies complexes sont présentes dans cette zone.  Afin d'éviter les maléfices potentiels d'autres femmes, une imperfection est cousue dans chaque vêtement pour détourner l'attention de celles qui regardent.

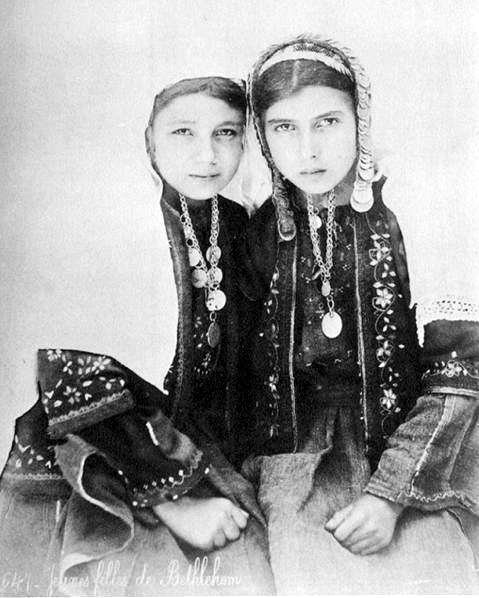
Filles en costumes de Bethléem avant 1918, Portrait de Bonfils.

La broderie est une activité féminine qui commence à l'âge de sept ans, transmise par les grand-mères. Avant le XXe siècle, la plupart des jeunes filles ne sont pas scolarisées. En dehors des tâches ménagères, leur temps est surtout consacré à la création de vêtements. Leur trousseau de mariage (ou jhaz ) comprend les robes de cérémonie, bijoux, voiles, coiffes, sous-vêtements, foulards, ceintures et chaussures,.
À la fin des années 1930, les magazines européens favorisent l'apparition de motifs curvilignes, tels que des fleurs, des vignes ou des arrangements de feuilles. De plus, le motif d'oiseau apparié, devenu populaire dans les régions palestiniennes centrales, apparait à cette époque avec cette influence. John Whitting, qui rassembla  des parties de la collection MOIFA, fait valoir que "tout ce qui a été postérieur à 1918 n'était pas un dessin palestinien indigène, mais était issu des apports de livres de modèles étrangers, apportés par des religieuses étrangères et des nourrices suisses". D'autres affirment que les changements se sont produits à la fin des années 1930, époque à laquelle on pouvait encore trouver des motifs de broderie locaux dans certains villages. Les motifs géométriques demeurent populaires en Galilée et dans les régions du sud, comme le désert du Sinaï.

## Vêtements pour hommes
Certains travailleurs, comme les bateliers de Jaffa, portent un uniforme. Les conducteurs de chevaux ou de mulets (mukaaris), à une époque antérieure aux routes, portent une veste courte brodée à manches longues fendue à l'intérieur, des chaussures rouges et un petit bonnet de laine jaune avec un turban serré.

## Après 1948

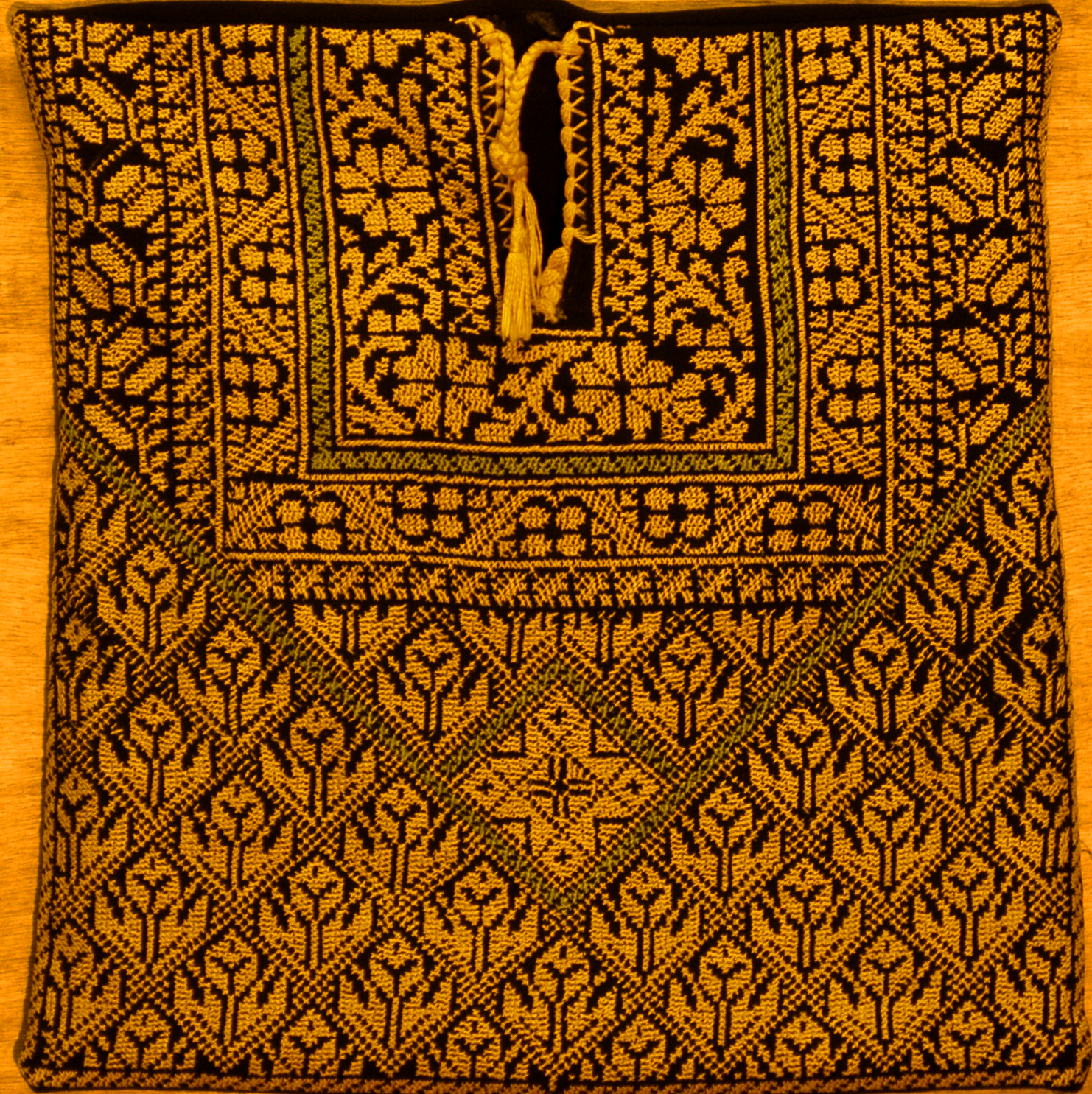
Devant de robe (qabbeh) vendu comme housse de coussin, Ramallah, 2000.

L'exode palestinien de 1948 entraîne une perturbation des modes vestimentaires et des coutumes traditionnelles : de nombreuses femmes déplacées ne peuvent plus se permettre le temps ou l'argent pour investir dans des vêtements brodés complexes. La collectionneuse de vêtements Widad Kawar  est l'une des premières personnes à reconnaître les nouveaux styles qui se sont développés après la Nakba.
De nouveaux styles apparaissent dans les années 1960 : par exemple, la "robe à six branches" du nom des six larges bandes de broderie qui descendent de la taille. Ces styles sont issus des camps de réfugiés, en particulier après 1967. Les styles villageois individuels se perdent au profit d'un style "palestinien" identifiable.
Le châle, populaire en Cisjordanie et en Jordanie avant la première intifada, évolua sûrement à partir de l'un des nombreux projets de broderie sociale dans les camps de réfugiés . Plus court et étroit, il a une coupe occidentale.
Dans les camps de réfugiés et dans les territoires occupés, les projets générateurs de revenus utilisent la broderie sur des accessoires et des sacs à main. Avec l'évolution des différents groupes, des styles distincts commencent à apparaître. Sulafa le projet UNRWA dans la bande de Gaza expose son travail à Santa Fe, au Nouveau-Mexique. Atfaluna, également de Gaza, travaillant avec des personnes sourdes, vend ses produits par Internet. Les groupes de Cisjordanie comprennent l'Union des femmes arabes de Bethléem, la Coopérative des femmes de Surif, Idna, le Melkite Embroidery Project (Ramallah). Au Liban, Al-Badia travaillant dans les camps de réfugiés, est connue pour la broderie en fil de soie sur des robes en lin. L'organisation de commerce équitable de Sunbula adapte la qualité et la présentation des articles aux marchés européen, américain et japonais.

## Répartition géographique
- Jérusalem : Les classes les plus aisées de Jérusalem suivent les modes de Damas qui à leur tour sont influencés par ceux de la cour ottomane d'Istanbul. Les tissus sont importés de Syrie, plusieurs boutiques spécialisées se situent sur la Mamilla Road. Des robes de mariée sont commandées à Alep et en Turquie. Dès le début du XXe siècle, les classes les plus riches portent des styles européens[34].
- Galilée : Les collections révèlent qu'il existe un style féminin distinct en Galilée depuis au moins le milieu du XIXe siècle. La forme standard est un manteau (Jillayeh), une tunique et un pantalon[35]. Le point de croix est peu utilisé, les femmes préférant les motifs patchwork de losanges et de formes rectangulaires, ainsi que d'autres techniques de broderie[36],[37]. Dans les années 1860, HB Tristram décrit les costumes dans les villages d'Al-Bassa et d'Isfia comme étant « unis, rapiécés ou brodés dans les formes les plus fantastiques et grotesques »[38]. Vers le début du XXe siècle, la mode turque/ottomane influence le style de la région, notamment par les pantalons amples et les bordures en corde[39],[40],[41]. Les matériaux, en particulier les soies, sont apportés de Damas[42]. Avant l'arrivée des colorants grand teint européens, la Galilée était une région importante pour la culture de l' indigo et du rhus, utilisés  pour créer des colorants bleus et rouges[43].
- Naplouse : Les robes des femmes des villages de la région de Naplouse sont les moins ornées de Palestine[44],[45].

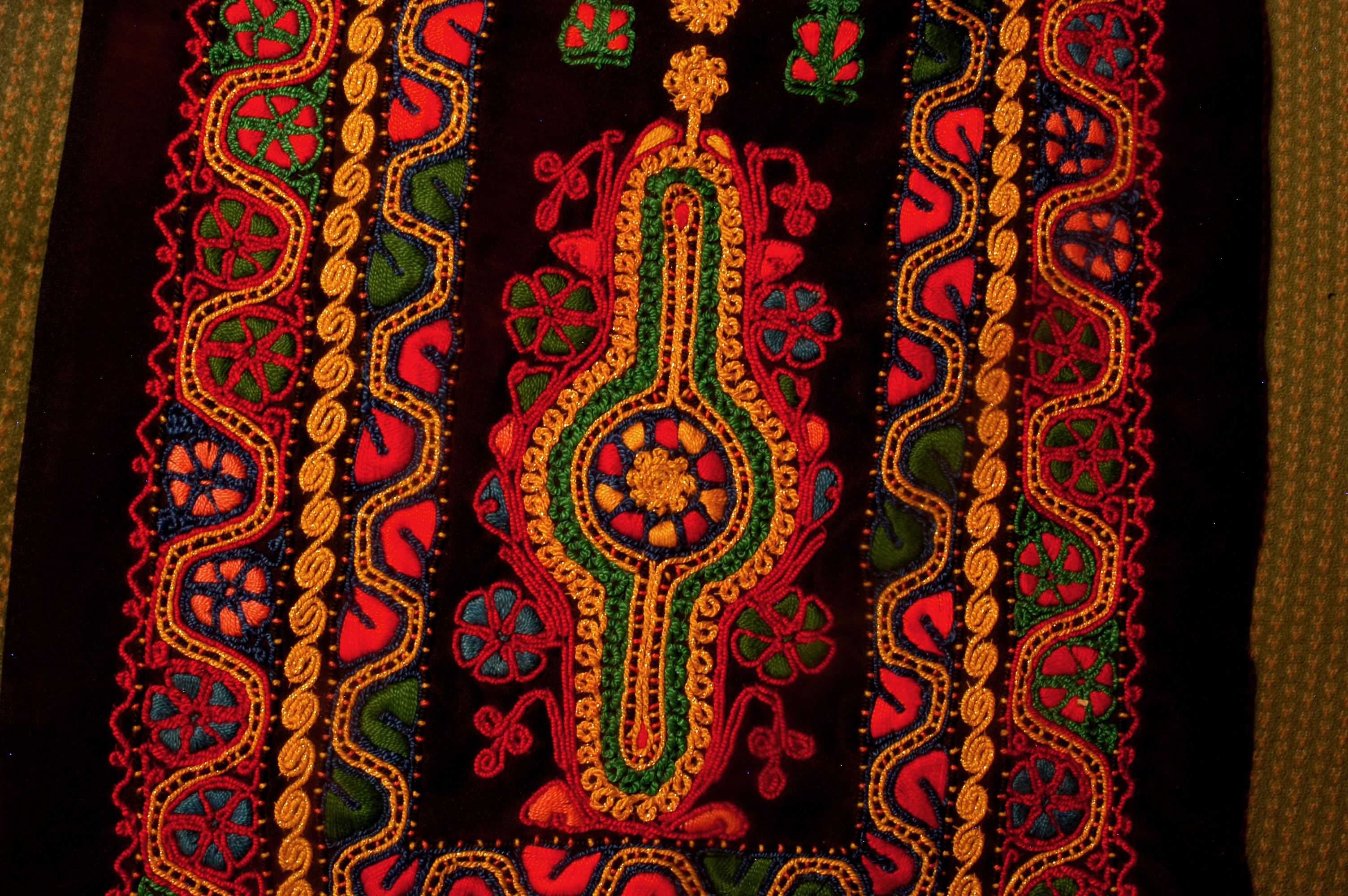
Point de couchage moderne de Bayt Jalla traditionnellement utilisé sur les panneaux de robe de mariée malak.

- Bethléem : Wadad Kawar décrit Bethléem comme ayant été « le Paris de la Palestine centrale »[46]. La technique de Couching Stitch est employée dans les panneaux pour les robes de mariée malak (reine). La robe malak est populaire parmi les mariées des villages autour de Jérusalem, si bien que les panneaux sont produits commercialement à Bethléem et à Bayt Jalla. Parmi les familles les plus riches, c'est le marié qui finançait la robe de mariée, de sorte que l'ouvrage constitue souvent une démonstration du statut[47],[48].
- Ramallah : variété de motifs reconnaissables.

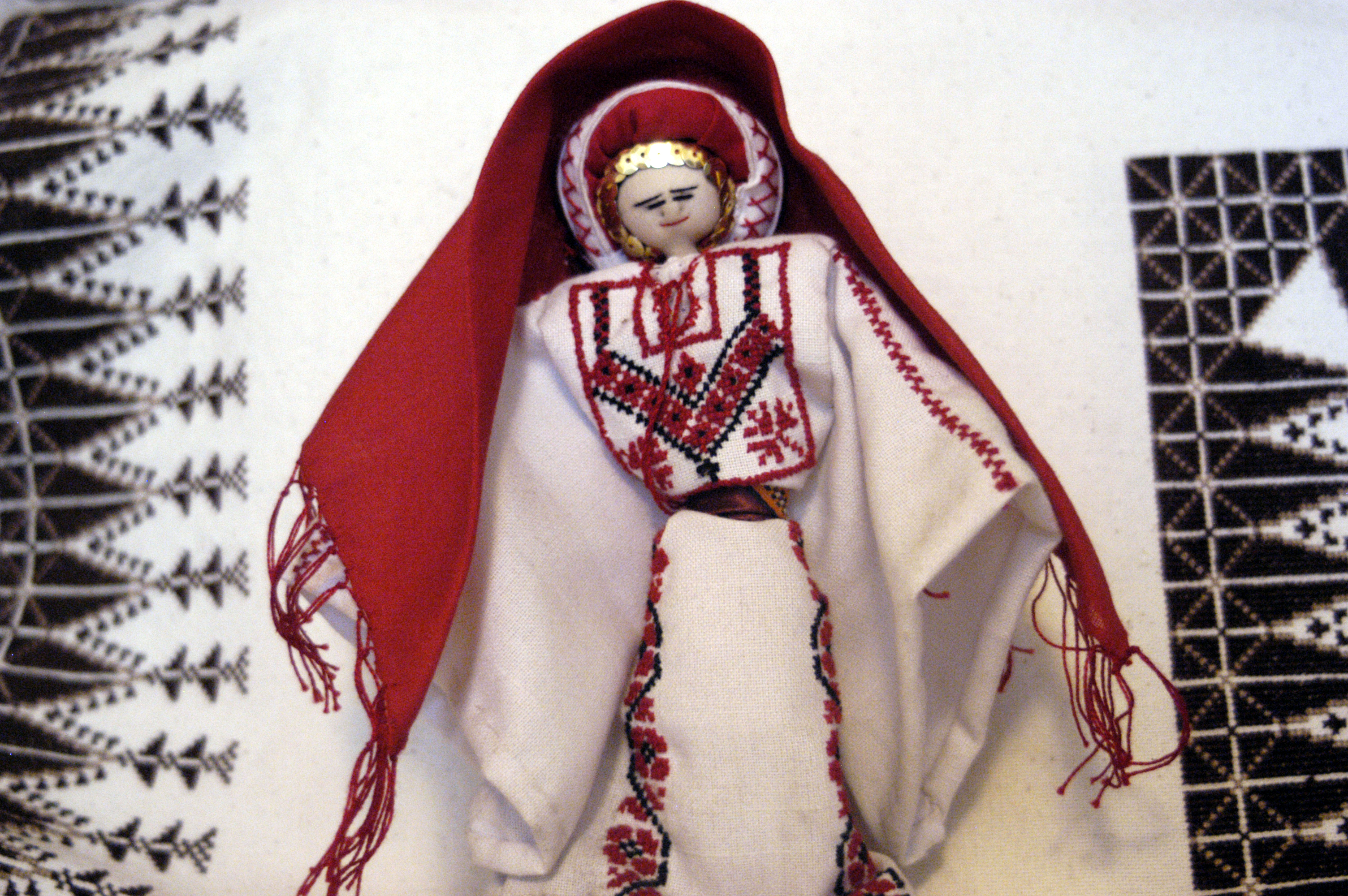
Poupée en robe de mariée de la région de Ramallah, populaire avant 1948. Réalisé par le projet YWCA à Jalazone RC. vers 2000.

- Lifta (près de Jérusalem) et Bayt Dajan (près de Jaffa) étaient réputées pour leur richesse et leur broderies
- Majdal (aujourd'hui une partie d'Ashkelon) était un centre de tissage.

## Types de vêtements

### Robe basique
- Dishdasha, robe ample à manches, la coupe réelle du vêtement varie selon la région.
  -     - qabbeh ; le panneau de poitrine carré du dishdasha, souvent décoré
    - diyal ; empiècement en brocart à l'ourlet arrière sur la robe de Bethlehem.
    - Shinyar ; bas du dos de la robe, décoré dans certaines régions
- Libas ; pantalon,
- Taqsireh ; veste courte brodée portée par les femmes de Bethléem lors d'occasions festives. Le revêtement doré des vestes correspond souvent à la robe. Des vestes plus simples sont mises par-dessus les robes de tous les jours. Le nom est dérivé du verbe arabe « raccourcir », (Stillmann, p. 36),
- Jubbeh ; veste, portée par les hommes et les femmes,
- Jillayeh ; jubbeh brodé, souvent le vêtement extérieur brodé d'un costume de mariage,
- Shambar ; grand voile, commun à la région d'Hébron et au sud de la Palestine.

### Coiffe

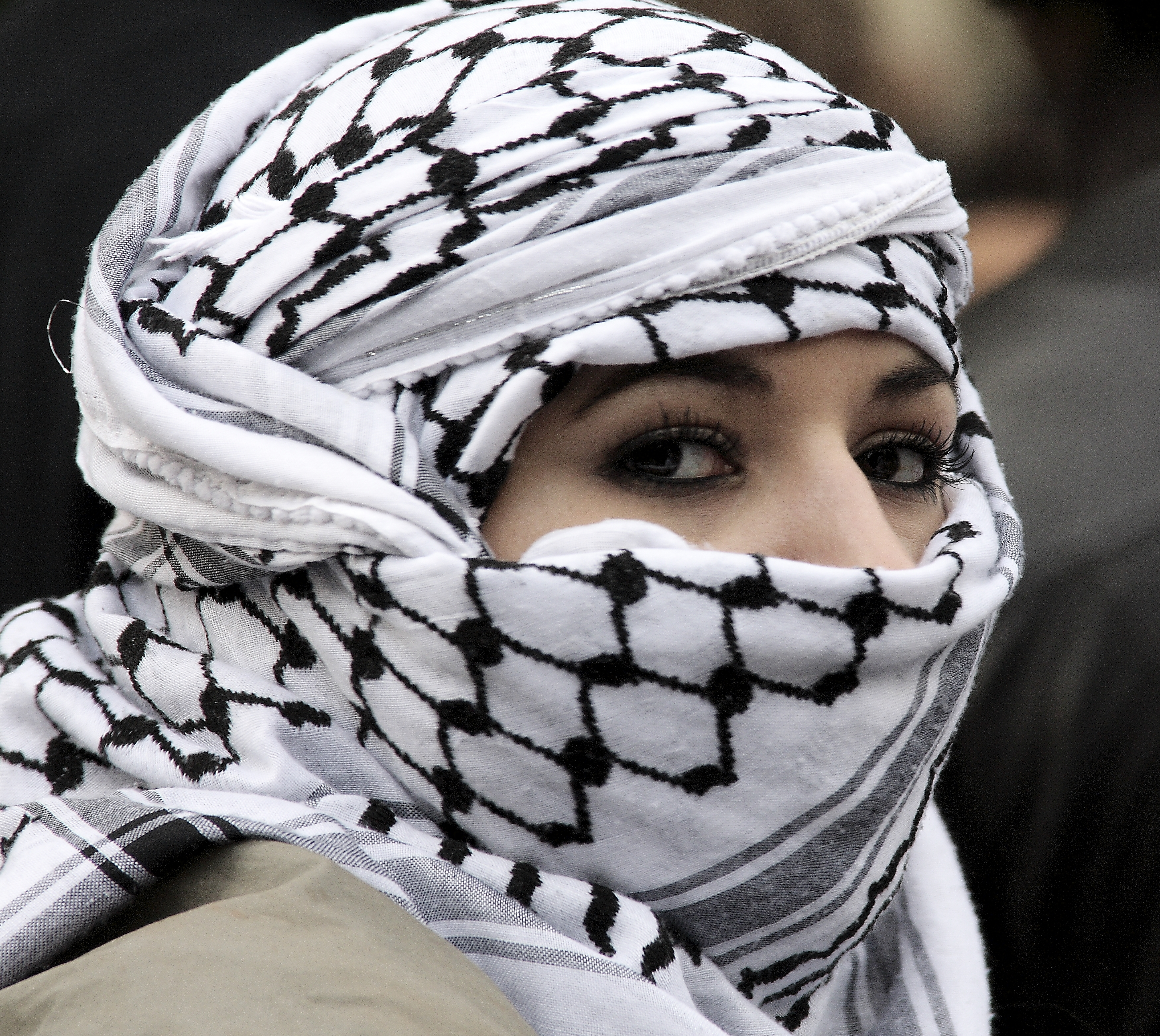
Une femme portant un keffieh à motif résille, Paris.

La coiffe varie selon la région. L'ajout de pièces d'argent ou d'or (grâce à l'argent de la dot des femmes) est signe de richesse et de prestige (Stillman, p. 38);
- Shaṭweh, , , chapeau conique distinctif, "en forme plutôt comme un pot de fleurs renversé", porté uniquement par les femmes mariées. Il se porte principalement à Bethléem, également à Lifta et Ain Karm, (dans le district de Jérusalem), et à Beit Jala et Beit Sahour (tous deux près de Bethléem) (Stillman p. 37)
- Smadeh, utilisé à Ramallah, se compose d'un bonnet brodé, avec un bord rembourré rigide. Une rangée de pièces, étroitement placées les unes contre les autres, est placée autour du haut du rebord. Des pièces supplémentaires peuvent être mises sur la partie supérieure ou attachées à des bandes étroites et brodées. Comme pour les autres coiffures de femmes, le smadeh représente la richesse nuptiale de la porteuse et sert d'importante somme d'argent. Un observateur écrit en 1935 : « Parfois, vous voyez un espace dans la rangée de pièces de monnaie et vous devinez qu'une facture de médecin a dû être payée, ou que le mari en Amérique n'a pas envoyé d'argent » (cité dans Stillman, p. 53. )
- Araqiyyeh, porté à Hébron . Les mots araqiyyeh et taqiyyeh sont utilisés depuis le Moyen Âge dans le monde arabe pour désigner de petits bonnets bien ajustés, souvent en coton, mis par les hommes comme les femmes. Le but initial était d'absorber la sueur (arabe : "araq"). Dans toute la Palestine, le mot taqiyyeh a continué à être utilisé à propos de la simple calotte du crâne portée le plus près des cheveux. Dans la région d'Hébron, cependant, le mot araqiyyeh désigne le bonnet brodé avec un sommet pointu qu'une femme mariée porterait sur son taqiyyeh. Pendant sa période de fiançailles, une femme de la région d'Hébron brode son araqiyyeh et embellit le bord avec des pièces de monnaie de son argent de mariage. Elle porte l'araqillet le jour de son mariage pour la première fois (Stillman, p. 61).

Les styles de couvre-chef  constituent des signes civils, religieux et politiques : un turban porté par un citadin et un keffieh par un campagnard. Le turban blanc est porté par le juge islamique qadi . Dans les années 1790, les autorités ottomanes ordonnèrent au mufti de Jérusalem, Hassan al-Husseini, de mettre un terme à la mode du port du turban vert et blanc qu'elles considéraient comme l'apanage des juges officiellement nommés. Au XIXe siècle, les turbans blancs sont aussi portés par les partisans de la faction politique Yaman, tandis que la faction opposée Qais portait du rouge. En 1912, le Palestine Exploration Fund rapporte que les hommes musulmans de Jérusalem portent le plus souvent des turbans en lin blanc, nommés shash . A Hébron, il est en soie rouge et jaune, en coton rouge et blanc de Naplouse. Les hommes de Jaffa portent des turbans blancs et dorés, similaires au style de Damas. Un turban vert est signe que le porteur descend de Mahomet.
À partir de 1880, le style ottoman du tarboush (ou fez) commence à remplacer le turban parmi la classe effendi. Le tarboush fut précédé d'une version plus ronde à pompon bleu originaire du Maghreb. L'arrivée de la version Jeune-Turc plus verticale est émancipatrice pour les communautés chrétiennes car portée par tous les responsables civils et militaires sans distinction de religion. Les Arméniens,qui adoptent un style noir, représentent une exception.
L'adoption du Franjy hat (burneiTah), style européen, est exclue.
Le keffieh a remplacé le tarbush dans les années 1930.

### Chaussures
Les habitants des grandes villes (Jérusalem, Jaffa, Ramla, Lydd, Hébron, Gaza et Naplouse) portent des chaussures en peau de mouton dont la pointe est relevée : coupe basse, s'arrêtant à la cheville, et jaune pour les hommes. Avant le milieu du XIXe siècle, les non-musulmans portent des chaussures noires. Les hommes du village ont des chaussures fermées sur le devant avec un bouton en cuir qui protégeait des épines dans les champs. Les Bédouins portent des sandales, fabriquées par des cordonniers errants, souvent des Juifs algériens. Le nom arabe de la sandale, na'l, est identique à celui employé dans la Bible. Lors d'occasions spéciales, les hommes bédouins portent de longues bottes rouges avec des glands bleus et des talons de fer, jizmet, fabriqués à Damas.

## Collections
Dans plusieurs musées et collections, publics comme privés, sont exposés des costumes traditionnels palestiniens.

### Collections publiques

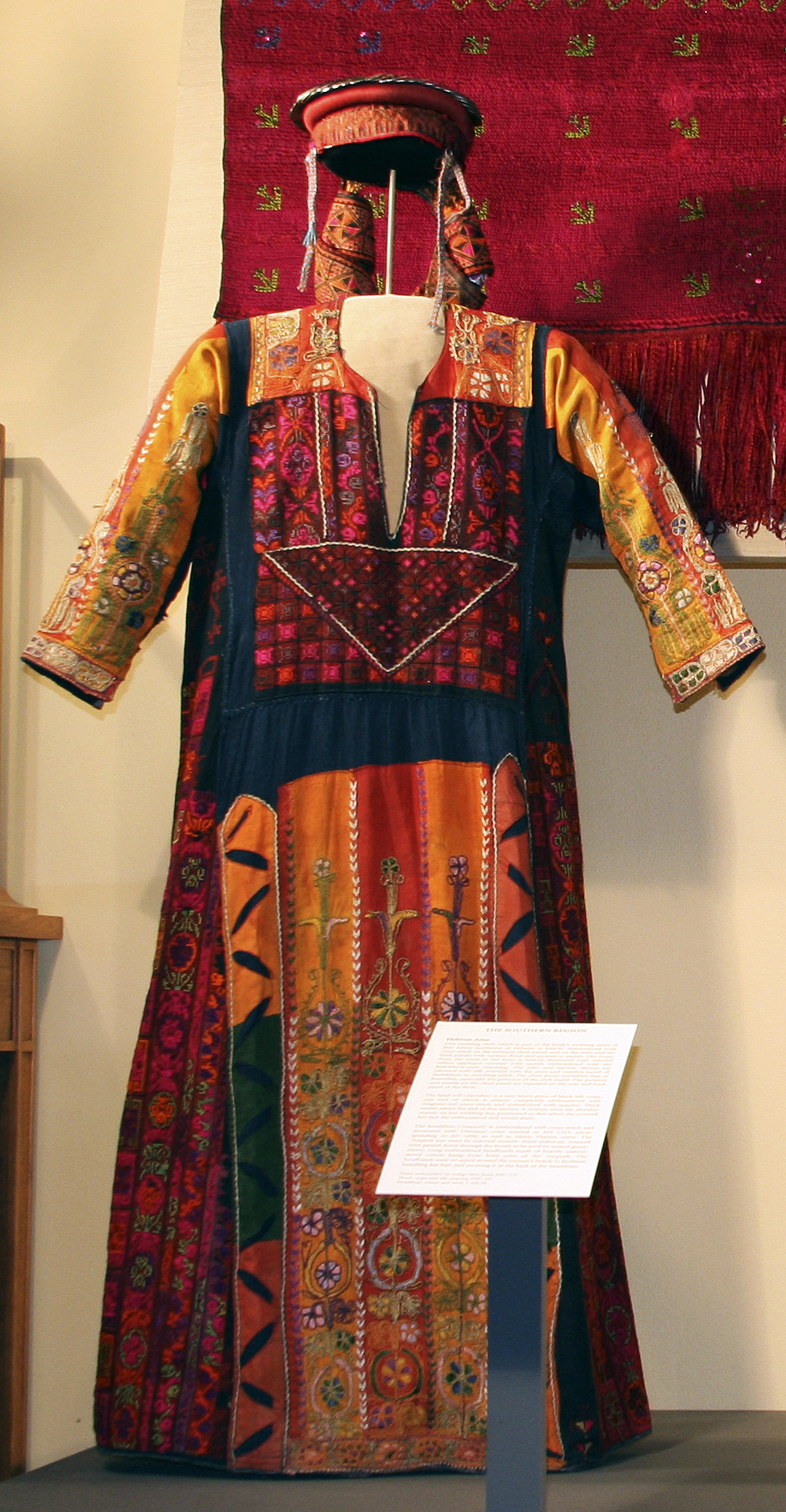
Tenue d'une mariée de Bayt Jibrin dans une exposition à l' Oriental Institute, Chicago.

Parmi les collections publiques se trouvent :
- British Museum à Londres. Le British Museum détient plus de mille objets d'avant 1948 dans sa collection de costumes palestiniens. Bien qu'ils ne soient pas exposés en permanence, ils sont présentés dans la grande exposition "Costume palestinien" de Shelagh Weir en 1989. La monographie de Weir reste la publication phare sur le costume traditionnel palestinien.
- Le Musée d'Israël à Jérusalem détient l'une des collections les plus importantes de costumes palestiniens. En 1986-1987, le Musée a organisé une exposition majeure, "Broderies de la Terre Sainte" et, en 1988, publie Le développement et la diffusion du panneau de poitrine de la broderie de Bethléem de Ziva Amir. Amir retrace l'évolution des motifs (le vase fleuri par exemple) et la diffusion géographique des styles. C'est un historien de l'art israélien qui travaille avec des palestiniens de Gaza et de Cisjordanie[58].
- L'institut d'art islamique L.A. Mayer à Jérusalem abrite des costumes et des broderies palestiniens, datant des XVIIIe et XIXe siècles[59].
- Musée d'art populaire international (MOIFA) au Musée du Nouveau-Mexique à Santa Fe[60]. John Whitting acquiert des objets palestiniens des propriétaires et note la provenance de chacun. Certains proviennent d'anciens villages palestiniens, comme al-Qubayba, al-Dawayima, Bayt Dajan, Lifta, Kafr 'Ana, Bayt Jibrin et az-Zakariyya. Les articles les plus anciens remontent aux années 1840, mais la collection compte aussi une robe de mariée de Zakariyya (vers 1930)[61] et une robe de Yatta (vers 1910)[62].
- Archives des costumes de Palestine, à Canberra, Australie[63]
- Musée Tareq Rajab, Koweït[64]. À partir d'une collection privée, ce musée est ouvert au public et abrite une importante collection de costumes palestiniens, comme le montre la monographie de Jehan Rajab Costume palestinien en 1989.
- Site historique d'état d'Olana à Hudson (New York). La collection de costumes palestiniens et syriens conservée ici, rassemblée par Frederic Edwin Church et son épouse, Isabel, en 1868-1869, est l'une des plus anciennes existantes[65].

### Collections privées
- Collection du patrimoine arabe de Widad Kawar[66].
- La collection Abed Al-Samih Abu Omar, Jérusalem. Collection privée, principalement du XXe siècle, présentée dans le livre d'Omar (1986) : Broderie et bijoux traditionnels palestiniens
- Fondation du patrimoine palestinien ; La Collection Munayyer[67]. La plus grande collection privée en Amérique, la collection Munayyer comprend des costumes de la plupart des régions palestiniennes bien connues pour leurs costumes distinctifs. La collection a été exposée dans plusieurs musées américains.
- Centre du patrimoine palestinien, centre culturel situé à Bethléem, créé en 1991 par Maha Saca. Possède une collection de costumes traditionnels, certains ont été exposés à l'Oriental Institute de Chicago.
- Liste des collections mondiales de costumes palestiniens, de Palestine Costume Archive